# گمینا بوبووو
گمینا بوبووو (به لهستانی:  Gmina Bobowo) یک گمینا در لهستان است که در شهرستان استاروگارد واقع شده‌است. گمینا بوبووو ۵۱٫۶۷ کیلومتر مربع مساحت و ۲٬۸۵۳ نفر جمعیت دارد.